# 25877 Katherinexue
25877 Katherinexue (tên chỉ định: 2000 QN41) là một tiểu hành tinh vành đai chính. Nó được phát hiện bởi dự án Nghiên cứu tiểu hành tinh gần Trái Đất Lincoln ở Socorro, New Mexico, ngày 24 tháng 8 năm 2000. Nó được đặt theo tên Katherine Shaohua Xue, an American high school student whose microbiology team project won second place ở the 2009 Giải thưởng Khoa học và Kỹ thuật Intel.